# Ophiographa serpentaria
Ophiographa serpentaria är en fjärilsart som beskrevs av Achille Guenée 1864. Ophiographa serpentaria ingår i släktet Ophiographa och familjen mätare. Inga underarter finns listade i Catalogue of Life.